# Frank Robert
Frank Robert, född Frank-Robert Olstad 12 oktober 1918 i Kristiania (nuvarande Oslo), död där 13 juli 2007, var en norsk skådespelare, sångare och dansare.

## Filmografi (i urval)
- 1941 – Den kärleken, den kärleken!
- 1946 – To liv
- 1952 – Trine!
- 1953 – Flukt fra paradiset
- 1956 – På solsiden
- 1957 – Fjols til fjells
- 1963 – Freske fraspark
- 1974 – Olsenbanden møter Kongen & Knekten
- 1975 – Flåklypa Grand Prix (Reodor Felgens röst)
- 1985 – Hustruer – ti år etter
- 1990 – Herman
- 1999 – Olsenbandens siste stikk